# Gamma2 Caeli
Gamma2 Caeli este o stea din constelația Dalta.
1. ↑  SIMBAD
2. ↑  Gaia Data Release 2